# Glaucia (re dei Taulanti)
Glaucia (in greco antico: Γλαυκίας Albanese?,  Glauku; IV secolo a.C. – IV secolo a.C.) è stato re dei Taulanti tra il 335 e il 302 a.C..

## Biografia
Poco si sa dei suoi primi anni, fatta eccezione per il fatto che fosse probabilmente figlio di Pleurato. Salito al trono intorno al 335 a.C., diede asilo all'infante Pirro, probabilmente a causa di sua moglie Berea, principessa dell'Epiro. Entrato per questo in conflitto con il re macedone Cassandro, che mirava alla conquista dell'Epiro, fu sconfitto e costretto ad astenersi da qualsiasi conflitto contro la Macedonia e i suoi alleati. Intorno agli ultimi anni del IV secolo, dopo la morte di Alcete II, Glaucia conquistò l'Epiro e pose sul trono il giovane Pirro, figlio di Eacide.
Dati i conflitti con i greci nel 312 a.C. conquistò la città di Epidamno.
Non è certa la sua data di morte ma è probabile che regnasse ancora nel 302, quando Pirro si recò alla sua corte per presenziare al matrimonio di uno dei suoi figli.